# Kozarišče
Kozarišče – wieś w Słowenii, w gminie Loška dolina. W 2018 roku liczyła 241 mieszkańców.